# Nionde kompaniet
Nionde kompaniet är svensk komedi från 1987, i regi av Colin Nutley. Tomas Fryk, Thomas Hanzon och Jan Mybrand i några av de bärande rollerna.

## Handling
Några värnpliktiga kommer på att de mot betalning kan byta en motor från en av försvarets nya bilar mot en släktings gamla, slitna motor som finns i hans Volvo. Motorbytet upptäcks av ett befäl som kräver del i betalningen för att hålla tyst. Denna första delvis misslyckade affär blir upptakten till en allt stridare ström av stulna varor och svarta tjänster från regementet till den lilla orten. Allteftersom tjänsterna och varorna ökar behövs en organisation för förmedlingen av varor och då det på regementet finns åtta kompanier bildar gruppen det Nionde kompaniet.

## Om filmen
Nionde kompaniet är Colin Nutleys första svenska långfilm. Filmen är till största del inspelad i Södermanland. Byn Kjulaby förekommer i filmen och flera av byns invånare är statister i filmen. Regementet är före detta Södermanlands regemente (P 10/Fo 43). Scenen där Jerry Williams uppträder är inspelad i Folkets hus i Åkers styckebruk.  Arméns musikkår syns i filmen. År 2007 släpptes filmen på DVD.

## Rollista i urval
| Tomas Fryk         | – Gunnar Jönsson                                           |
| Thomas Hanzon      | – Bertil Rosencrantz                                       |
| Jan Mybrand        | – Persson                                                  |
| Harald Hamrell     | – Mogren                                                   |
| Birger Österberg   | – Kling                                                    |
| Patrik Bergner     | – Hodén                                                    |
| Dick Eriksson      | – Andersson                                                |
| Sten Johan Hedman  | – Löjtnant Grönros                                         |
| Krister Henriksson | – Johan Hultman, prästen i Segervik                        |
| Carl Kjellgren     | – Kapten Jan-Åke Bjälkestam, kompanichef                   |
| Margreth Weivers   | – Johan Hultmans mamma                                     |
| Robert Sjöblom     | – kapten Blom, chef för transportkompaniet                 |
| Lennart Hjulström  | – Nils Jönsson, Gunnars pappa                              |
| Gunilla Nyroos     | – Alva Jönsson, Gunnars mamma                              |
| Sten Ljunggren     | – Överste Hellman, regementschef                           |
| Marika Lindström   | – Överste Hellmans fru, tillika Gunnar Jönssons älskarinna |

## Musik i filmen
- It Keeps Raining, kompositör och text: Fats Domino, sång: Jerry Williams
- Be-Bop-a-Lula, kompositör: Gene Vincent, text: Gene Vincent och Bill "Sheriff Tex" Davis, sång: Jerry Lee Lewis
- Great Balls of Fire, kompositör: Jack Hammer, text: Jack Hammer och Otis Blackwell, sång: Jerry Lee Lewis
- Rambling Rose, kompositör: Joe Burke, text: (N.N.) Wilkin, sång: Jerry Lee Lewis
- I'll Make It All Up to You, kompositör och text: Charlie Rich, sång: Jerry Lee Lewis
- Mind Your Eye, kompositör: Benkt Svensson, text: Sten Booberg
- En vänlig grönskas rika dräkt (Sommarpsalm), kompositör: Waldemar Åhlén, text: Carl David af Wirsén, sång: Krister Henriksson
- Härlig är jorden (Dejlig är Jorden), dansk text 1850 Severin Ingemann, svensk text: 1884 Cecilia Bååth-Holmberg
- Ja, må han leva!
- Sången, Op. 44; Mellanspel (Interlude), kompositör: Wilhelm Stenhammar